# A Casanova (Sarandón)
A Casanova es una aldea española situada en la parroquia de San Miguel de Sarandón, del municipio de Vedra, en la provincia de La Coruña, Galicia. Según el IGE a fecha de 2021 cuenta con una población de 28 habitantes.